# النسخ الاحتياطي للألعاب

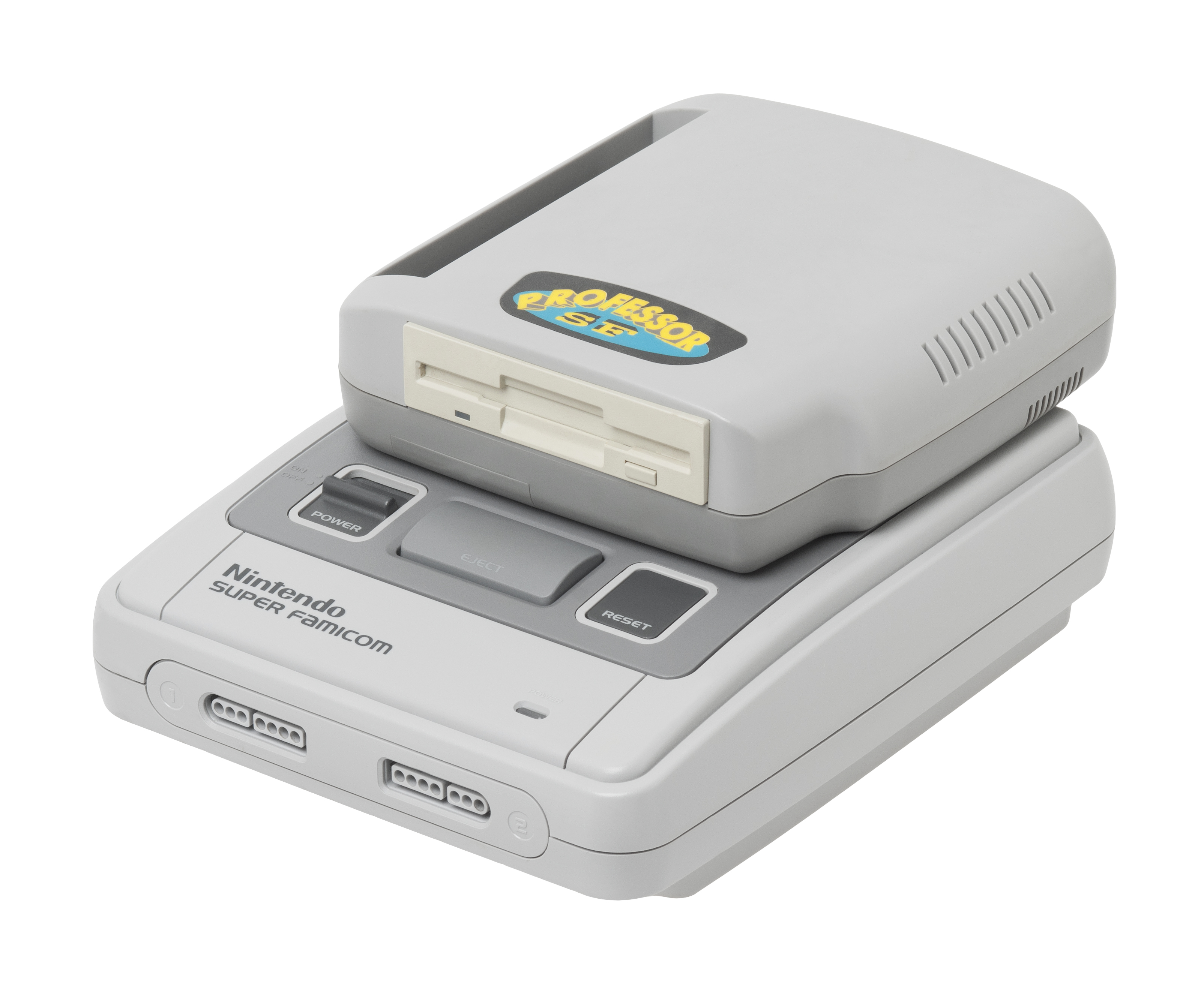
البروفيسور SF هو جهاز نسخ احتياطي لـ سوبر نينتندو إنترتينمنت سيستم ويسمح بحفظ الألعاب على الأقراص المرنة.

جهاز النسخ الاحتياطي للعبة ، الذي كان يُطلق عليه سابقًا اسم آلة النسخ ومؤخرًا خرطوشة فلاش ، هو جهاز لنسخ معلومات ذاكرة القراءة فقط احتياطيًا من خرطوشة لعبة فيديو إلى ملف كمبيوتر يسمى صورة روم وتشغيلها مرة أخرى على الجهاز الحقيقي. تدعم خراطيش الفلاش مؤخرًا، خاصة على غيم بوي أدفانس ونينتندو دي أس ، الوظيفة الأخيرة فقط ؛ لا يمكن استخدامها لنسخ بيانات ROM احتياطيًا. تتيح أجهزة النسخ الاحتياطي للألعاب أيضًا تطوير برامج البيرة المنزلية على أنظمة ألعاب الفيديو. تختلف أجهزة النسخ الاحتياطي للألعاب عن رقاقات modchips في أن modchips تستخدم بالاقتران مع الأنظمة التي تستخدم الوسائط المتاحة عمومًا مثل الأقراص المضغوطة وأقراص DVD ، بينما تُستخدم أجهزة النسخ الاحتياطي للألعاب مع الأنظمة التي تستخدم الخراطيش.
تعتبر شركات ألعاب الفيديو هذه الأجهزة كأداة للهندسة العكسية للتحايل على النسخ. معظم الأجهزة مصنوعة في الصين، لكنها متوفرة عالميًا. في الآونة الأخيرة، اتخذت شركات مثل Nintendo إجراءات لإزالة هذه الأجهزة من السوق، ولكن سهولة نشر المعلومات وبيع المنتجات عبر الإنترنت جعل من الصعب القضاء على هذه المشكلة. يجادل الهواة بأن هذه الأجهزة قانونية ولا ينبغي أن تكون غير قانونية لأنها تلبي الحاجة إلى الاحتفاظ بنسخة احتياطية من نسخة bootlegs في حالة بيع الأصل بشكل غير قانوني أو فقده ؛ ولأنها تسمح بالتطوير الخاص لبرامج جديدة على الجهاز.
في اليابان، تُعرف هذه الأجهزة باسم magicom (マジコン، "magic computer") ، وهو مصطلح شامل لأي جهاز يتيح عمليات النسخ الاحتياطي على وحدات التحكم في الألعاب. 

## تاريخ

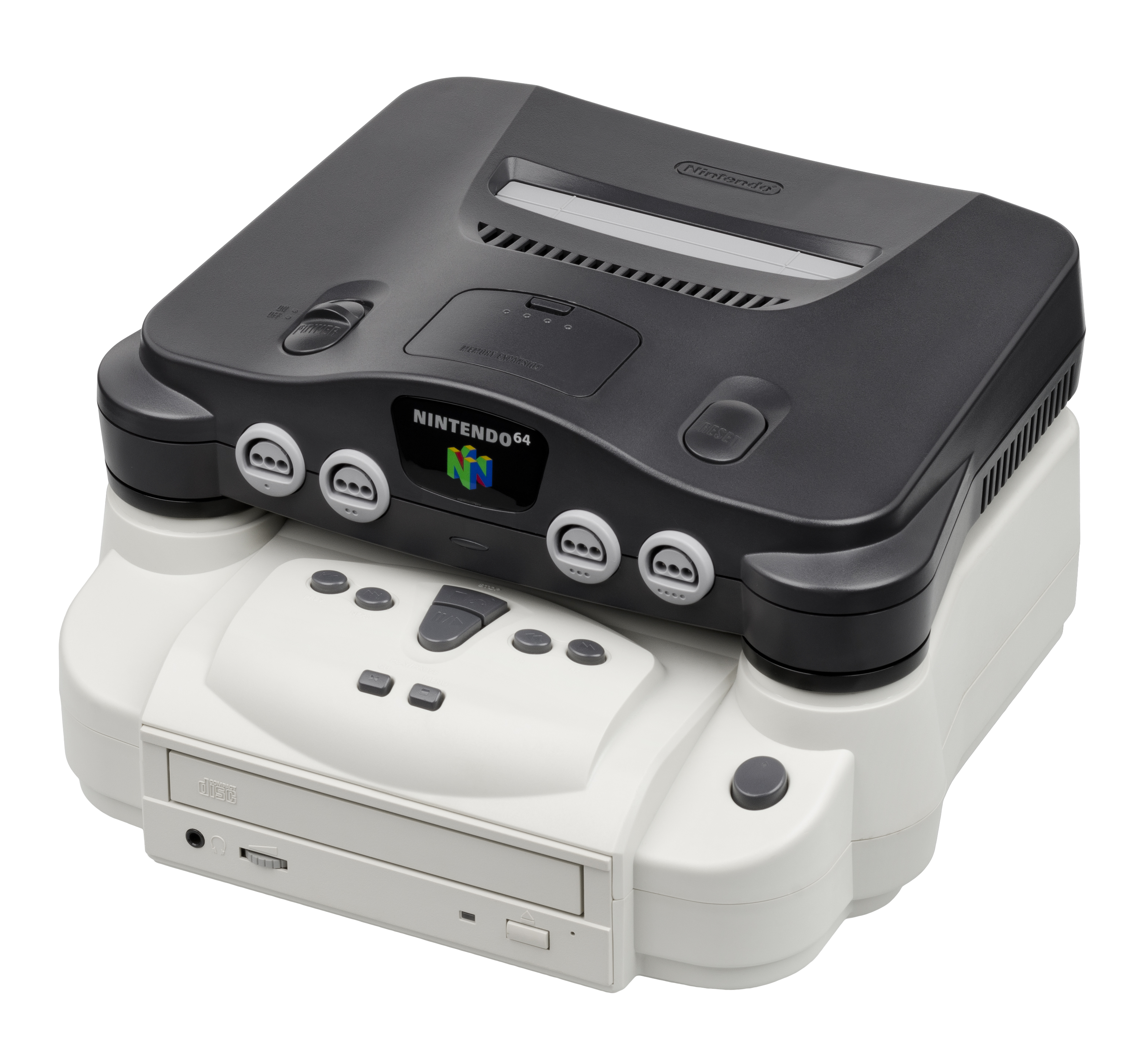
تم تثبيت Doctor V64 في جهاز Nintendo 64.

يمكن إرجاع الجد الروحي لأجهزة النسخ إلى نظام نظام القرص فاميكوم ، وهو جهاز إضافي رسمي للإصدار الياباني من نينتندو إنترتينمنت سيستم . اكتشف المستخدمون بسرعة طرقًا لنسخ هذه الأقراص مع أجهزة الكمبيوتر المنزلية العادية في ذلك الوقت ونقل البيانات المنسوخة إلى الآخرين باستخدام أنظمة لوحة الإعلانات الإلكترونية الناشئة. حاولت Nintendo مواجهة مشكلة القرصنة عن طريق تعديل بسيط للأجهزة في المراجعات الأحدث، لكنهم لم يتمكنوا من إيقاف النسخ غير المصرح به. في وقت لاحق، تم إيقاف نظام قرص Famicom ، من المفترض أن تكنولوجيا الخرطوشة قد استوعبت سعتها، لكن تأثير القرصنة المتفشية لا يمكن استبعاده. 
عندما تم إطلاق سوبر نينتندو إنترتينمنت سيستم ، سارعت الشركات التي تتخذ من هونغ كونغ مقراً لها في جني الأموال من نفس الفكرة. لقد أنتجوا خراطيش تناسب فتحة خرطوشة وحدة التحكم في ألعاب الفيديو، ولكن تم توصيلها بمحرك أقراص مرن عبر كابل توصيل. كان لآلة التصوير، كما يُطلق عليها، فتحة عبور يمكن إدخال لعبة حقيقية فيها. يمكن استخدام الجهاز، بمجرد تشغيله، لنسخ بيانات ROM الخاصة بالخرطوشة إلى ملفات على أقراص مرنة عادية بتنسيق MS-DOS مقاس 3.5 بوصة وبعد ذلك لتشغيل اللعبة من نفس الأقراص، دون الحاجة إلى الاعتماد على وجود الخرطوشة الأصلية.
عندما تم تقديم هذه الأجهزة إلى الولايات المتحدة وأوروبا ، سرعان ما بدأ عشاق ألعاب الفيديو في تبديل الألعاب المنسوخة على أنظمة لوحة الإعلانات . تم تشكيل مجموعات الإصدار لتلبية الحاجة إلى الألعاب الجديدة، وأيضًا لكسر الحماية التي تم استخدامها لإحباط النسخ في العديد من الألعاب التي تم إصدارها بعد توفر آلات النسخ. أن الجماعات الإصدار أيضا إضافة الخاصة مقدمات للعب، للإعلان عن BBSes والإصدارات الجديدة، وتشمل أحيانا مدرب لبدء اختياريا على مراحل لاحقة أو مع المزيد من الأرواح.
جعلت أجهزة النسخ ونشر معلومات الأجهزة من خلال BBSes من الممكن البدء في تطوير البرامج على وحدات تحكم ألعاب الفيديو. تطور البرنامج من مقدمات الكراك إلى المشاهد التوضيحية ، وأخيراً إلى الألعاب محلية الصنع. لا يزال مشهد تطوير برمجيات البيرة المنزلية نشطًا على العديد من المنصات المعاصرة.
كما أن توفر مثل هذه المقالب الثنائية ROM سمح بولادة محاكيات وحدة التحكم في ألعاب الفيديو .

## الشرعية
على غرار الرقائق الحديثة، فإن شرعية هذه الأساليب متنازع عليها. في حين أنهم غالبا ما يتم الإعلان لقدرتها على جعل النسخ الاحتياطي القانوني، ليتم استخدامها للعب القانوني البيرة البرمجيات  وتعتبر وسيلة رخيصة للتنمية مقابل شراء الرسمية أدوات تطوير ، وإمكانات جهاز النسخ الاحتياطي لقرصنة البرمجيات هو مصدر قلق كبير لشركات تصنيع الأجهزة والبرامج.
خاضت شركات مثل Nintendo معارك قانونية طويلة ضد شركات مثل Bung Enterprises وصانعي R4DS  على أساس أن منتجاتهم تستخدم أساسًا للقرصنة وتعتبر سرقة .

## أجهزة النسخ الاحتياطي لوحدات التحكم

### نظام سوبر نينتندو إنترتينمنت

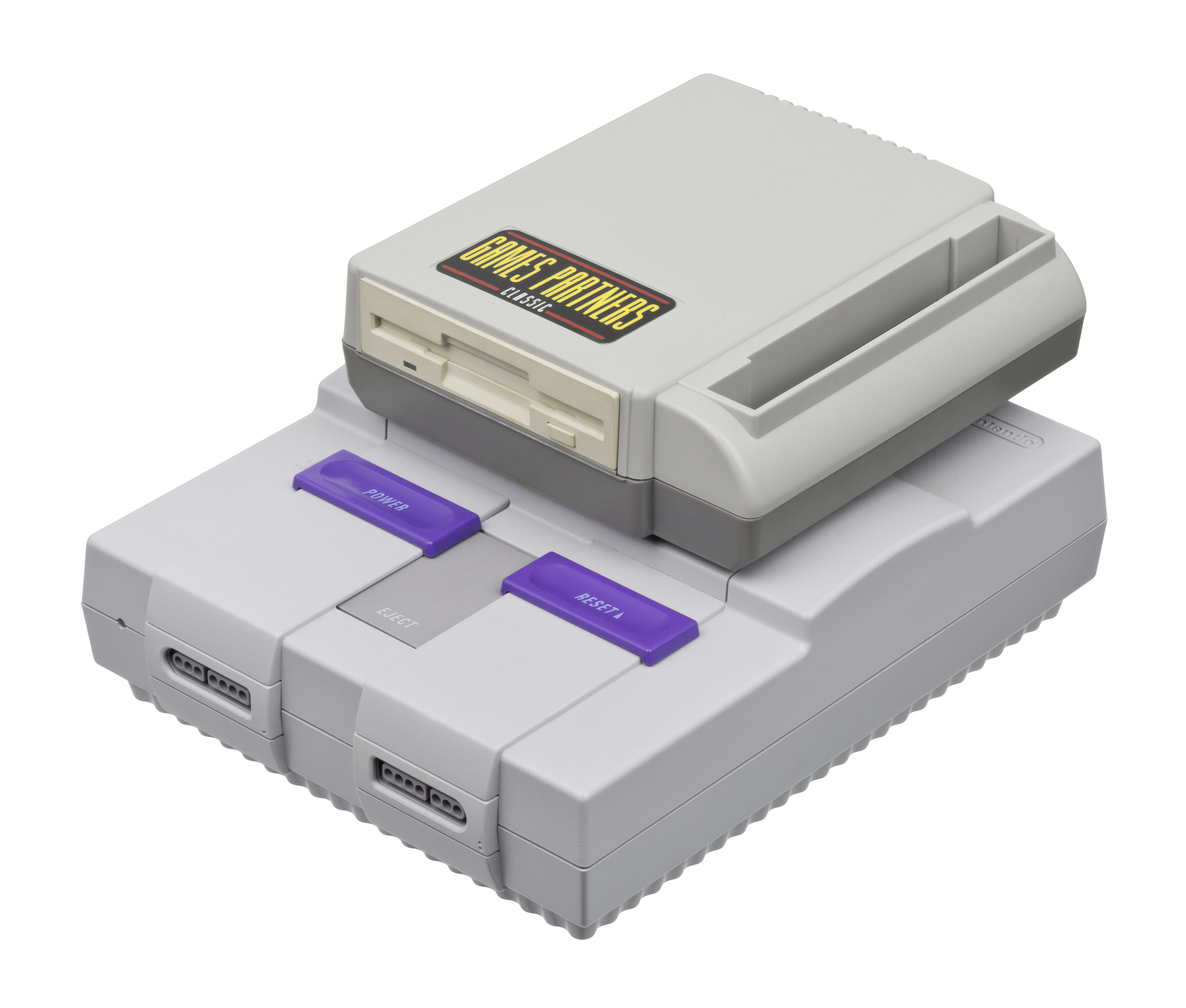
The Game Partners Classic ، من صنع Bung من أجل Super NES Control Deck.

أجهزة النسخ الاحتياطي للعبة 16 بت باستخدام الأقراص المرنة أو USB .
- Super Magicom (8 أو 16 Megabits ) - بواسطة Front Fareast Industrial ، موديل MS-3201. يتضمن محرك أقراص مرن خارجي 3.5 بوصة ومنفذ متوازي متكامل. تنسيق الملف هو *. SMC. للصور متعددة الأقراص، *. SMC متبوعًا بـ * .001 ، * .002 ،. . . . الجهاز الذي بدأ اتجاه استدعاء أجهزة النسخ الاحتياطي للعبة Magicoms في اليابان.
- سلسلة Super Wild Card - بواسطة Front Fareast Industrial. امتداد تنسيق الملف هو *. SMC أو *. SWC ؛ للصور متعددة الأقراص، *. SMC متبوعًا بـ * .001 ، * .002 ،. . . . متوفر في العديد من الأشكال، تشمل جميعها محرك أقراص مرنة مدمج مقاس 3.5 بوصة للأقراص المهيأة من خلال IBM-PC ، بالإضافة إلى المنفذ المتوازي :
  - Super Wild Card DX 32 (32 ميجابت ) (المعروف أيضًا باسم SWC DX / 32 أو SWC DX32) ، رقم الموديل SWC3201DX
  - Super Wild Card DX2 (32 أو 64 ميجابت ) (المعروف أيضًا باسم SWC DX2) ، رقم الموديل SWC3201DX2. قابلة للتوسيع إلى 96 ميغابت وتدعم وسائل الإعلام البديلة مثل CD-ROM أو الرمز البريدي 100 MB بالسيارة عبر IEEE 1284 واجهة. من المعروف أن هذا الطراز من الوحدة يحتوي على العديد من أخطاء الأجهزة أو البرامج الثابتة .
- سلسلة Super UFO - بواسطة UFO Enterprise. متوفر من 16 إلى 32 ميجابت . متوافق مع تنسيقات ملفات Pro Fighter و Game Doctor. امتداد تنسيق الملف هو * .1GM ، * .2GM ، ... ، * .8GM.
- سلسلة Game Doctor - من Bung Enterprise. متوفر بسعة تصل إلى 64 ميغابت (وقابلة للترقية إلى 128 ميغابت ) مع خرطوشة معالج إشارة رقمية اختيارية لتشغيل ألعاب مثل Pilot Wings و Super Mario Kart وغيرها الكثير. ملحق تنسيق الملف هو * .078.
- Multi Game Hunter (MGH) بواسطة Venus Corp. آلة نسخ لعبة الحل المزدوج لكل من Sega Genesis وSNES .
- Double Pro Fighter من China Coach Limited هي آلة نسخ ألعاب ذات حل مزدوج لكل من Sega Genesis وSNES .
- Retrode بواسطة Retrode UG هي واجهة USB لكل من خراطيش Sega Genesis وSNES ووحدات التحكم. يمكن تمديده عبر ما يسمى بمحولات المكونات الإضافية لاستيعاب الألعاب للأنظمة الأخرى أيضًا.

من المهم ملاحظة أنه لا يوجد جهاز نسخ احتياطي تم إنتاجه تجاريًا لـ Super NES يمكنه تشغيل الألعاب التي تستخدم أجهزة معالجة إضافية في الخرطوشة، باستثناء DSP-1 الوحيد. هذا يرجع جزئيًا إلى الطريقة التي تعمل بها هذه المعالجات. قد يكون من الممكن مع بعض الناسخات إدارة لعبة ما باستخدام شريحة إضافية. يندرج عدد صغير نسبيًا من الألعاب ضمن هذه الفئة، ولكن هناك ألعابًا ملحوظة مدرجة، على سبيل المثال Mega Man X2 و Mega Man X3 و Star Fox و Kirby's Dream Land 3 و Super Mario RPG و Super Mario World 2: Yoshi's Island .

### نينتندو 64
يوجد جهازان لـ Nintendo 64 يتم توصيلهما بمنفذ الامتداد الموجود في الجزء السفلي من النظام، وهما مخصصان في البداية لـ 64DD: Doctor V64 و CD64. بالإضافة إلى تشغيل النسخ الاحتياطية من قرص مضغوط ، يمكن استخدامهما لإنشائها عن طريق نسخ المعلومات من خرطوشة متصلة بـ Nintendo 64. يقومون بتخزين صورة ROM في الذاكرة الداخلية ويمكن نقلها إلى جهاز كمبيوتر عبر منفذ متوازي للتوزيع في مكان آخر. يستخدم Z64 فتحة خرطوشة أعلى N64 ولديه فتحة خرطوشة بحد ذاتها لتشغيل النسخ الاحتياطية بالإضافة إلى عمل نسخ احتياطية. يقرأ من ويخزن النسخ الاحتياطية على أقراص مضغوطة . تم إصدار NEO N64 Myth Cart في ديسمبر 2009 ، بعد فترة طويلة من توقف Nintendo 64 ، ويتم تسويقها للاعبين الرجعية . تتصل عربة NEO N64 Myth Cart بجهاز كمبيوتر باستخدام USB ، ويتم تخزين صور ROM في ذاكرة فلاش .
تم إصدار المخططات وتصميمات ثنائي الفينيل متعدد الكلور والشفرة المصدرية لمحاكي الخرطوشة المعروف باسم "PVBackup" بواسطة Valery Pudov. 
أجهزة العصر الحديث تشمل Averdrive 64 و 64. الـ إيفردريف يحميل روم صور من USB أو من SD بطاقة أدرج إلى أعلى من خرطوشة. ويستخدم 64Drive أيضا USB ولكن يمكن أيضا تحميل الألعاب إما من بطاقة SD أو بطاقة فلاش المدمجة. وتتطلب كلتا الوحدتين رقاقة CIC تحلل في اللوحة والغلاف البلاستيكي من خرطوشة مانحة. لا تملك أي من الوحدتين القدرة على الخراطيش الاحتياطية. يمكنك مع ذلك الخراطيش الاحتياطية باستخدام جهاز يسمى Retrode ، هذا هو جهاز USB المسحوق الذي يقوم بتثبيت نفسه كأداة تخزين كتلة في النوافذ، مما يسمح بمعلومات الخراطيش ليتم تدعيمها.

## أجهزة النسخ الاحتياطي للأجهزة المحمولة

### القيم بوي
بالنسبة للعبة Game Boy الأصلية وخلفها اللوني ، هناك العديد من الناسخات الخارجية، مثل GB Xchanger ، والتي يمكنها نسخ خرطوشة Game Boy أو Game Boy Color مدرجة احتياطيًا. يتم توصيل GB Xchanger بجهاز كمبيوتر لنسخ الألعاب، والتي يمكنها لاحقًا نقل اللعبة (الألعاب) مرة أخرى عبر آلة النسخ إلى خرطوشة فلاش فارغة.

### لعبة بوي ادفانس
تتشابه الناسخات المبكرة لـ Game Boy Advance وGame Boy Advance SP وGame Boy Micro ، مثل Flash Advance Xtreme ، مع تلك المستخدمة في Game Boy الأصلي، حيث إنها آلات نسخ خارجية تستخدم منافذ متوازية للتواصل مع أجهزة الكمبيوتر الشخصية. 
استخدمت الناسخات في النهاية USB مع منتجات مثل الجيل الأول من عربات XG-Flash ، والتي استخدمت أيضًا آلات تصوير خارجية، لكنها استفادت من سرعات كتابة أسرع من سابقاتها من المنافذ المتوازية.  تطورت هذه التكنولوجيا إلى آلات تصوير خارجية مدمجة مثل EZFlash Advance التي استخدمت Game Boy Advance نفسها كناسخة.  سيتم توصيل كبلات USB هذه بمنفذ ملكية GBAs المستخدم لكابلات الارتباط أو الملحقات مثل القارئ الإلكتروني ، وعند التمهيد أثناء الضغط على Start and Select ، سيتم توصيلها بجهاز كمبيوتر. هذه النسخة غير متوافقة مع Game Boy Micro لأنها تستخدم منفذًا مختلفًا عن GBA و GBA SP.

### نينتندو دي إس و 3 دي إس
لا توجد أي أجهزة نسخ احتياطي تجارية لأجهزة Nintendo DS وNintendo 3DS المتوفرة على نطاق واسع، ومع ذلك توجد العديد من الأجهزة لتشغيل النسخ الاحتياطية على DS أو 3DS. هذه العربات قادرة على استخدام برامج محددة لعمل نسخة احتياطية لكل من DS و 3DS أو Game Boy Advance. هناك إمكانية لإنشاء نسخ احتياطية باستخدام 3DS مع البرامج الثابتة المخصصة (كلاهما من DS و 3DS)

### أجهزة محمولة أخرى
أصدر بونغ آلة تصوير لـ Neo Geo Pocket وNeo Geo Pocket Color . كان يشبه GB Xchanger الخاص بهم وكان يخدم نفس الوظيفة.
أصدر كل من Team Pokeme و Dark Fader أجهزة نسخ احتياطي للعبة محلية الصنع لبوكيمون ميني . يستخدم كلا الجهازين USB للاتصال بجهاز كمبيوتر.
تم إطلاق آلة تصوير للطراز الياباني فقط، Wonderswan ، بالإضافة إلى Wonderswan Color وبدرجة أقل SwanCrystal ، أطلق عليها اسم WonderMagic. يستخدم منفذًا متوازيًا للاتصال بجهاز كمبيوتر.

## روابط خارجية
- www.textfiles.com
- www.gamecopywizard.com